# William Wirt
William Wirt (ur. 8 listopada 1772 w Bladensburgu, zm. 18 lutego 1834 w Waszyngtonie) – amerykański polityk, kandydat na prezydenta w 1832 roku.

## Życiorys
Urodził się 8 listopada 1772 w Bladensburgu. Uczęszczał do prywatnych szkół, a następnie studiował nauki prawne i w 1792 roku został przyjęty do palestry. Przez kilka lat praktykował prawo, a w 1800 roku został urzędnikiem w legislaturze stanowej Wirginii. Przez kilka miesięcy w 1802 roku pełnił funkcję kanclerza we wschodnim dystrykcie stanu. W 1807 roku, z nominacji prezydenta Thomasa Jeffersona został oskarżycielem w procesie Aarona Burra. Dziesięć lat później Wirt wszedł w skład gabinetu Stanów Zjednoczonych i objął urząd prokuratora generalnego. Funkcję tę sprawował w administracjach Jamesa Monroego i Johna Quincy’ego Adamsa.
Po zakończeniu prezydentury Adamsa, powrócił do prywatnej praktyki prawniczej w Baltimore. Przed wyborami prezydenckimi w 1832 roku był jednym z założycieli Partii Antymasońskiej. Na konwencji wyborczej został obrany kandydatem na prezydenta, argumentując że jest reprezentantem jedynej partii reprezentującej interesy ludu. W głosowaniu powszechnym uzyskał około 100 tysięcy głosów. W Kolegium Elektorskim zagłosowało na niego 7 elektrów. Zmarł 18 lutego 1834.